# Mitsue (Nara)
Mitsue (御杖村 Mitsue-mura?) es una villa localizada en la prefectura de Nara, Japón. En julio de 2019 tenía una población estimada de 1.538 habitantes y una densidad de población de 19,3 personas por km². Su área total es de 79,58 km².

## Geografía

### Localidades circundantes
- Prefectura de Nara
  - Soni
  - Higashiyoshino
- Prefectura de Mie
  - Tsu
  - Matsusaka

## Demografía
Según datos del censo japonés, la población de Mitsue ha disminuido en los últimos años.
| Año del censo | Población |
| ------------- | --------- |
| 1995          | 2.840     |
| 2000          | 2.623     |
| 2005          | 2.366     |
| 2010          | 2.102     |
| 2015          | 1.759     |